# ジャン・シメン
ジャン・シメン（Gian Simmen, 1977年2月19日 - ）は、スイスのスノーボーダー。グラウビュンデン州のクールでイタリア系の家庭に生まれ、同州のアロサで育った。プロのスノーボードチームのサンタクルススノーボーダーズの一員。
1998年長野オリンピックで初めて正式種目となったスノーボードのハーフパイプに参加し、優勝し金メダルを獲得した。